# Messa stazionale
La messa stazionale è la messa celebrata con particolare solennità dal papa o da un altro vescovo diocesano con la partecipazione del suo clero e dei suoi fedeli. In origine era la messa celebrata tradizionalmente dal papa con un numeroso seguito di vescovi, presbiteri, diaconi, suddiaconi, accoliti, cantori e con la partecipazione del popolo. In essa il vescovo diocesano celebra l'eucaristia (soprattutto nella chiesa cattedrale) circondato dal suo presbiterio e dai ministri, con la partecipazione piena e attiva dei laici.
A Roma la messa stazionale celebrata dal papa serviva da modello a tutte le altre, che la riproducevano con la massima esattezza possibile, anche se erano celebrate con minore solennità e le funzioni svolte dai ministri della messa stazionale venivano concentrate in un numero minore di persone, fino al livello della messa bassa tridentina celebrata da un solo sacerdote servito da un solo ministro.
Le altre messe celebrate a Roma non avevano la solennità della stazionale, di quella grande assemblea liturgica alla quale si convocava tutto il clero e tutti i fedeli, addirittura presumendone la presenza. Ciò che distingueva la messa stazionale non era il rango episcopale, superiore a quello di un presbitero, perché abbastanza frequentemente, quando il papa si trovava impedito, la messa stazionale veniva celebrata da un presbitero con cerimoniale quasi identico per imponenza e complessità. In comparazione con la stazionale, veramente pubblica, le altre messe erano private, perché ad essa partecipava la Chiesa romana nella sua interezza.

## Etimologia
Il significato basico del latino statio deriva da stare (stare, fermarsi, prendere posizione), e venne a significare un raduno in un luogo fisso per un determinato scopo: il Libellus precum luciferiano del 384 l'adopera per descrivere un'assemblea strettamente liturgica (Migne, Patrologia Latina 13:83).
A volte il termine statio era usato dai primi cristiani per significare "digiuno", più specificamente un digiuno o giorno di digiuno parziale, distinto da un giorno di digiuno completo (in latino ieiunium). Nel Pastore di Erma, scritto a Roma in greco a metà circa del II secolo, si trova il dialogo: "Perché mai di buon'ora sei venuto qui?" "Perché ho stazione, signore". "Che significa stazione?" "Digiuno, signore". Tertulliano (155 circa – 230 circa) sia nell'opera Ad uxorem sia nel De oratione usa statio nel senso di giornata di digiuno, forse un po' meno prolungata.
Sant'Ambrogio (339 o 340 – 397) interpretò i digiuni dei cristiani figurativamente in relazione alla loro lotta contro gli spiriti malvagi: «I nostri digiuni sono i nostri accampamenti, che ci difendono dagli attacchi del maligno, e li chiamiamo "stazioni", perché ci assistiamo in piedi (stantes) e perseverando in essi, respingiamo le insidie dei nemici».
La stessa metafora si trova in Tertulliano (155 circa – 230 circa), sia nell'opera Ad uxorem sia nel De oratione, dove spiega: «Statio de militari exemplo nomen accipit, nam et militia Dei sumus». («La stazione deriva il suo nome dal mondo militare, poiché infatti siamo esercito di Dio») I Romani davano infatti il nome "statio" ad una caserma (es. "statio primae cohortis"). Tertulliano parla di "processioni, digiuni, stazioni, preghiere"; e dice che nelle stazioni i soldati cristiani stavano di guardia, e vegliavano in preghiera. Il termine militare per questo atto di preghiera, dice Pompeo Ugonio (Historia delle stationi di Roma, 1588), è entrato in uso durante le persecuzioni e Tertulliano suggeriva che significasse il tempo della battaglia della Chiesa, la veglia della Chiesa militante, la sua penitenza, che terminerebbe con la vittoria.
Secondo la New Catholic Encyclopedia, la forse più plausibile teoria avanzata per spiegare come la statio abbia acquisito la connotazione penitenziale è la congettura secondo cui, poiché i giorni del semidigiuno erano in molti luoghi anche giorni di osservanza liturgica, il termine "stazione" venne comunemente applicato sia al digiuno del giorno sia al rito del giorno.
Pasquale Iacobone pure mette il termine statio in relazione con l'idea di "veglia". Dice che Il termine latino ricorda anche la figura della sentinella che vigila nell'accampamento, e riprende così il tema della vigilanza e dell'attenzione verso le opere di penitenza, carità e digiuno, tipiche della quaresima, il tempo liturgico in cui spesso si tengono queste Messe.
Dopo il periodo delle persecuzioni, il nome di "stazione" venne dato ad "una solenne liturgia celebrata dal Papa o da un suo delegato in una basilica o, per la crescita del culto dei martiri, in un cimitero".
Nell'antichità anche altre diocesi svilupparono delle liturgie stazionali, che comprendevano una processione, in genere in correlazione al culto liturgico dei martiri. Fra queste vi erano Gerusalemme e Costantinopoli, Milano, Antiochia, Tours, Ossirinco in Egitto, Metz, Vercelli e Pavia. Ad Aquileia le stazioni si svolgevano per le tre messe di Natale, nelle feste dei tre giorni successivi e nelle ferie di Pasqua. Più tardi, si cercò di imitare le stazioni romane introducendo un ciclo di messe celebrate dal vescovo nelle diverse chiese delle città dell'impero carolingio.
Henri Leclerque dice che il nome di "stazione" era dato anche a quella chiesa che era la meta verso la quale i fedeli andavano in processione, e il percorso che seguivano per raggiungerla diventò statio ad... Nelle edizioni del Messale Romano fino a quella del 1962 se ne conserva il ricordo con l'espressione "Statio ad..." che segue il titolo con il giorno liturgico.
Le edizioni del Messale Romano successive al Concilio Vaticano II, raccomandano "vivamente che, soprattutto nel Tempo di Quaresima, si conservi e si incrementi, l'uso di riunire la Chiesa locale nella forma delle «stazioni» romane. Nelle domeniche o nei giorni più adatti durante la settimana, in particolare quando presiede il pastore della diocesi, si potranno radunare tali assemblee di fedeli presso i luoghi di sepoltura dei santi, nelle principali chiese o santuari [...] Se prima della celebrazione della Messa, secondo i luoghi e le circostanze, si svolge una processione, ci si raduna in una chiesa minore o in altro luogo adatto fuori della chiesa versi la quale si dirige la processione".

## Stazioni romane
In origine l'unica messa che si celebrava nella città di Roma era quella celebrata dal vescovo, il papa, alla quale dovevano assistere tutti i fedeli, ma poi si rese necessario fondare delle chiese rurali alle quali il vescovo delegava dei sacerdoti.
Il papa celebrava la messa con un numeroso seguito di vescovi, presbiteri, diaconi, suddiaconi, accoliti, cantori e con la partecipazione del popolo. Questa messa serviva da modello a tutte le altre, che la riproducevano con la massima esattezza, anche se erano celebrate con minore solennità e le funzioni svolte dai ministri della messa stazionale venivano concentrate in un numero minore di persone, fino alla messa bassa tridentina celebrata da un solo sacerdote servito da un solo ministro.
Al principio del IV secolo la crescita della comunità cristiana rese necessaria la celebrazione di più messe, cosicché papa Milziade dispose che i sacerdoti dei diversi titoli potessero celebrare una messa nella propria basilica, dopo la messa stazionale. Tuttavia, per rimarcare l'unità della Chiesa, alle altre messe era inviata una parte dell'eucaristia consacrata nella messa stazionale.
Dopo le persecuzioni, le esistenti domus Dei, chiese nelle case private, divennero i tituli o chiese parrocchiali, delle quali esistevano 25 nel V secolo. A queste si aggiunsero, sotto gli imperatori cristiani, le basiliche maggiori e alcuni edifici ecclesiastici minori. Nello stabilire un ciclo di visite stazionarie, i vescovi di Roma, come altri vescovi, videro in esso un simbolo appropriato dell'unità del pastore con il suo gregge. Infatti, sebbene l'intera comunità diocesana non potesse partecipare alla messa stazionale, questa messa sarebbe stata comunque la liturgia diocesana ufficiale, e ci sarebbero delegazioni per rappresentare i vari quartieri della città, con il proprio clero per assisterli. Se il sacerdote incaricato di un titulus era assente, il celebrante gli inviava, in segno di unione eucaristica, il fermentum una porzione del pane da lui consacrato.
Non si sa quali fossero le prime chiese nelle quali i papi celebravano le stazioni, ma è possibile che i papi abbiano cominciato la prassi già nel III secolo. Il sistema stazionale romano fu organizzato nella seconda metà del V secolo sotto papa Ilario e raggiunse il suo compimento con papa Gregorio I (590–604). Nel Comes di Würzburg, un lezionario del IX secolo, si trova la lista delle stazioni al tempo di questo papa. Per i giovedì di quaresima, che in origine erano giorni aliturgici, le Messe stazionali risalgono all'VIII secolo, al pontificato di Gregorio II (715–731), e il Messale tridentino (1570) mantenne sostanzialmente invariato questo elenco, che copriva senza interruzione i giorni di Quaresima e l'ottava di Pasqua e le domeniche dei tempi di Avvento e di Natale, nonché la festa dell'Ascensione e la domenica di Pentecoste con le due ferie successive. Si assegnavano stazioni pure alle Quattro tempora. L'elenco finale comprende 89 celebrazioni in 87 giorni in 42 chiese.
L'Ordo Romanus II, verso la metà dell'VIII secolo, contiene prescrizioni per la Messa stazionale nell'evenienza che sia celebrata da un vescovo o da un presbitero in sostituzione del papa: il sostituto non può usare la cattedra e deve mettere nel suo calice un frammento del pane eucaristico consacrato dal pontefice. Verso la fine dello stesso secolo il numero delle stazioni fu ridotto.
Weigel dice che la pratica del pellegrinaggio alla chiesa stazionale svanì gradualmente a Roma, dopo che le riforme introdotte da Gregorio VII (1073–1085) nell'XI secolo diedero risalto alla figura del papa come amministratore e le liturgie papali incominciarono a essere celebrate in privato e non più fra il popolo di Roma, e che i pellegrinaggi alle chiese stazionali cessarono del tutto durante la cattività avignonese (dal 1309 al 1377), sebbene le stazioni continuassero a essere regolarmente notate nel Messale. Nonostante le affermazioni di Weigel, i pellegrinaggi alle stazioni romane continuarono, pur senza partecipazione dei papi eccetto in parte del regno di papa Sisto V (1585–1590), che nonostante le proteste dei cardinali volle riprendere la tradizione. La continuazione dei pellegrinaggi è testimoniata nella seconda metà del Cinquecento (prima del pontificato di Sisto V) da un testimone oculare che racconta che il concorso dei fedeli alle stazioni, e in particolare a quella del mercoledì delle ceneri, era così numeroso e continuo da essere chiamato "il fiume" e da essere paragonato a quello delle api intorno al loro alveare.

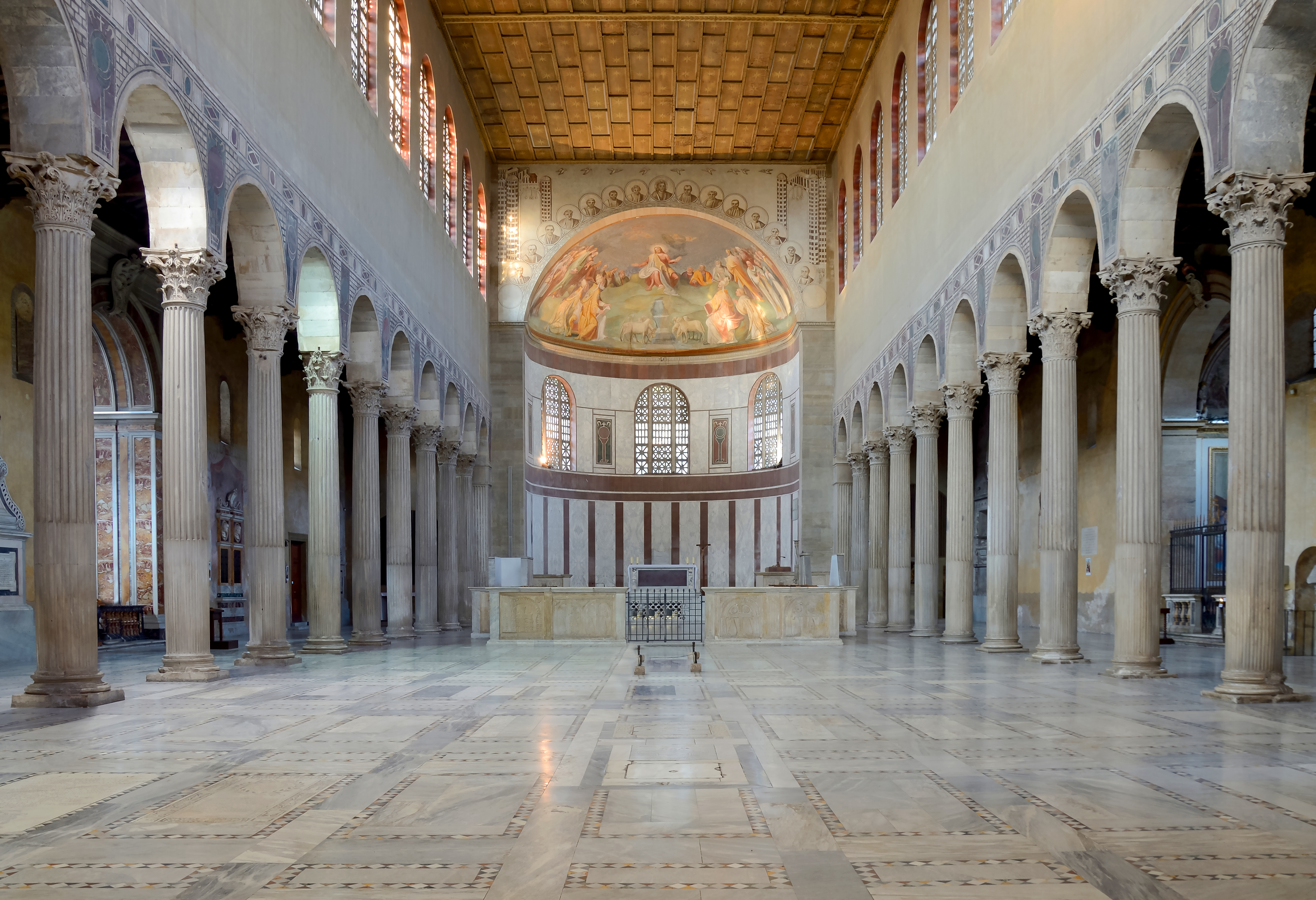
Seguendo l'esempio di papa Sisto V, i papi a partire da Giovanni XXIII hanno ripreso la pratica di visitare la stazione del Mercoledì delle Ceneri, Santa Sabina all'Aventino.

Nello stesso XVI secolo, come già menzionato, papa Sisto V decise di celebrare personalmente la messa nelle chiese stazionali del mercoledì delle ceneri e delle domeniche di Quaresima, "non per solamente visitarla, come da molti anni indietro si costumava, ma per celebrarvi la Cappella Papale, assistente il Collegio di Cardinali, & tutta la Corte". Per celebrarla rivolto verso il popolo spostò l'altare nella basilica di Santa Sabina "allontanandolo dalla Tribuna [cioè dall’abside] per tanto spatio quanto è necessario, & conveniente alla Cappella Papale, acciò il sommo Pontefice nel mezzo, & intorno i Cardinali possino sedere, & assistere al santo sacrificio della Messa".
Dopo la soluzione della questione romana, papa Pio XI e papa Pio XII continuarono la tradizione di concedere indulgenze a chi facesse visita alla chiesa nel giorno indicato nel Messale Romano.
Il merito del ripristino dei pellegrinaggi alle stazioni quaresimali, caduti in disuso a seguito della proibizione, dopo il 1870, di ogni atto di culto pubblico fuori dalle chiese, si deve a Carlo Respighi (1873–1947), prefetto delle cerimonie apostoliche e Magister del Collegium Cultorum Martyrum, società archeologica e devozionale romana.
Papa Giovanni XXIII si recò a Santa Sabina al mercoledì delle ceneri per ricevervi le sacre ceneri e nello stesso anno presiedette le stazioni domenicali di Santa Maria in Domnica, di San Lorenzo fuori le mura e di Santa Prisca; papa Paolo VI visitò la chiesa di Sant'Eusebio per la sua stazione nel 1967.
Per iniziativa del Pontificio collegio americano del Nord dal 1975 si celebra una Messa in inglese in tutte le stazioni di Quaresima dal lunedì al venerdì. A queste celebrazioni la diocesi di Roma ha aggiunto in seguito le Messe stazionali quaresimali celebrate in italiano nel tradizionale orario vespertino.

## Due forme distatioromana
Si distinguono due forme in cui si poteva usare il termine statio, quella festiva e quella penitenziale.
In quella festiva, che si celebrava in mattinata, il clero e i fedeli si riuniscono nella chiesa della statio ed escono a salutare il papa e a chiedere la sua benedizione al suo arrivo dal Palazzo del Laterano in una processione non liturgica e senza partecipazione del popolo.
Quando si trattava della messa stazionale in una delle sette regioni della città, tutti gli accoliti di quella regione si recavano al Palazzo del Laterano per accompagnare a piedi alla chiesa stazionale il papa, che veniva portato generalmente in sella gestatoria, ma a volte cavalcava un cavallo tenuto da due stallieri. Nel VI o VII secolo, forse un poco prima, era preceduto a piedi dal capo accolito della chiesa stazionale, che portava il sacro crisma coperto con un velo. Precedevano a cavallo i diaconi, il cancelliere, due notari e i suddiaconi regionali, seguivano a cavallo l'arcidiacono, il sagrestano, il nomenclatore (segretario particolare) e il tesoriere. Si portavano anche un grande calice gemmato e una grande patena, un evangeliario e un epistolario preziosi e diversi altri oggetti liturgici d'oro e d'argento. A volte durante il tragitto, il papa accettava petizioni scritte e poteva o concedere la domanda o affidarla ai suoi ufficiali.
Nella statio penitenziale celebrata nel pomeriggio dei giorni di digiuno, tutti, compreso il papa, si riunivano in una chiesa designata come luogo di assemblea, chiamata collecta. Dopo l'orazione denominata oratio ad collectam o solo collecta, si formava una processione pubblica che menava alla chiesa stazionale, dove si celebrava la messa.

## Rito della messa
La forma della messa celebrata nelle stazioni romane variò con il tempo. È noto che papa Gregorio I (590–604) apportò notevoli cambiamenti, ma non è del tutto chiaro in che cosa consistessero le modifiche da lui introdotte. Quasi due secoli più tardi Pipino il Breve re dei franchi (751-768) e il suo successore Carlo Magno (768-814) romanizzarono il culto del Regno franco, dando inizio alla progressiva instaurazione di una forma di culto ibrida romano-franca che tornerà in seguito a Roma, e da lì si propagherà in tutti i paesi in cui penetra il cattolicesimo romano.
Per diffondere nel regno franco la conoscenza degli usi romani si compilarono per molti secoli dell'intero Medioevo raccolte di informazioni sulle rubriche cerimoniali (non le preghiere, le quali invece sono contenute nei sacramentari, antifonari, salteri) di vari servizi liturgici del rito romano, tra cui la messa altomedievale. Descrivono e documentano lo sviluppo della liturgia papale a Roma dai sec. VII al XV. Tali raccolte sono denominate Ordines romani. Le rubriche della messa si trovano negli Ordines I, VII, IX-X, XV-XVII; quelle per il battesimo negli Ordines XI, XXII-XXIV e XXV; quelle per l'ordinazione negli Ordines XXXIV-XXXV e XXXIX; quelle per i funerali negli Ordines XLIV; e quelle per le dedicazioni delle chiese negli Ordines XLI-XLIII.
L'attuale edizione critica degli Ordines romani è Les Ordines romani du haut moyen age (1961) a cura di Michel Andrieu.

### Messa stazionale romana nell'anno 800 circa
L'Ordo Romanus Primus fornisce una descrizione della messa papale nella Basilica di Santa Maria Maggiore nella Domenica di Pasqua alla fine del VII secolo o all'inizio dell'VIII secolo.
Entrato nella chiesa, il Papa va prima di tutto al secretarium (sagrestia), dove gli si mettono i paramenti della messa: camice, cingolo, amitto, dalmatica di lino, dalmatica maggiore, pianeta e pallio. Nel frattempo si rompe il sigillo del contenitore del prezioso evangeliario portato dal Laterano, il diacono lo prepara e un suddiacono lo pone solennemente sull'altare. Poi il pontefice fa l'ingresso, preceduto dal coro, da un suddiacono con incenso e da sette accoliti ognuno con un cero acceso. All'arrivo al presbiterio si mostra al pontefice il contenuto di due pissidi con frammenti del pane consacrato in una celebrazione precedente (i sancta, ed egli li venera e sceglie quelli da usare. Poi nel presbiterio si inchina all'altare, prega in silenzio facendosi il segno della croce sulla fronte, dà la pace a due dignitari del clero e a tutti i diaconi e segnala al coro di cominciare la dossologia conclusiva del canto. Saluta con un bacio l'evangeliario e l'altare e va alla sua sede, dove sta in piedi guardando verso oriente. Il coro, dopo aver terminato l'introito, canta i Kyrie, il cui numero può essere variato secondo le indicazioni del papa. Questi poi, rivolgendosi al popolo, inizia il canto del Gloria in Excelsis Deo, e di nuovo si gira verso oriente. Finito questo, il papa, rivolto al popolo, dice "Pax vobis" e subito verso oriente, dice "Oremus" e la preghiera che più tardi sarà chiamata la colletta. Dopo la quale tutti si siedono.
Nell'ambone il suddiacono canta l'Epistola, un cantore il responsum (tipicamente un salmo responsoriale, probabile antenato del graduale), un altro o l'Alleluia o il tratto. Poi il diacono, dopo avere baciato i piedi, non la mano, del pontefice nel chiedergli la benedizione, va all'ambone preceduto da due suddiaconi con incenso e due accoliti con candele accese, e salito all'ambone canta il Vangelo. Dopo il Vangelo, un suddiacono offre al bacio dei membri del clero l'evangeliario, che poi, messo in un contenitore e sigillato, verrà riportato in Laterano.
Il rito dell'offertorio è accompagnato da un canto che, secondo Mario Righetti, ebbe origine in forma responsoriale durante l'episcopato di Agostino d'Ippona (391–430), raggiunse il colmo prima dell'VIII secolo e apparirà nell'XI secolo ridotto ad una sola antifona. Si accettano i pani lievitati e i fiaschi di vino offerti dal clero e dai fedeli. Il vino si versa in un grande calice e poi, secondo che questo si riempie, il contenuto si svuota in un vaso più grande. Il pontefice riceve personalmente alcune delle offerte, poi si lava le mani e torna alla sua sede, mentre alcune offerte di pane vengono disposte sull'altare. Poi scende dalla sua sede all'altare, riceve formalmente le offerte e mette sull'altare i due pani della sua offerta personale. L'arcidiacono mette accanto ai questi due pani il calice (unico) del vino, le cui anse sono coperte da un velo, e nel quale egli ha previamente versato un po' d'acqua facendo con essa il segno della croce.
Alla fine del rito dell'offertorio, il papa fa cenno di terminare il canto e recita una preghiera che si conclude con Per omnia saecula saeculorum. Seguono il Prefazio, il Sanctus e il canone romano, cantato nella sua interezza.
All'inizio del canone, viene un accolito tenendo in un telo di lino la patena (vassoio abbastanza grande da contenere più pani lievitati). A metà del canone la prende un suddiacono, tenendola fuori della sua pianeta, si avvicina all'altare e poi la passa al suddiacono distrettuale, che la tiene fino all'embolismo del Pater noster, quando la prende l'arcidiacono e, dopo averla baciata, la passa al secondo diacono, che la tiene fino a quando ci si mettono sopra i pani dell'offerta del papa, che poi saranno spezzati nella frazione del pane.
Dopo il Pater noster e l'embolismo, il pontefice, mentre dice Pax Domini sit semper vobiscum ("La pace del Signore sia sempre con voi"), mette nel calice un frammento di pane consacrato in una messa precedente (i sancta). E l'arcidiacono scambia con il vescovo ebdomadario il bacio della pace, che poi si scambia con il resto del clero per ordine di precedenza e con il popolo.
Prima della frazione del pane, il papa stacca un pezzo del lato destro di uno dei pani della sua offerta e lo mette sull'altare; il resto lo mette sulla patena tenuta dal diacono. Si ritira poi alla sua sedia, dove viene portata la patena con i pani, che i diaconi spezzeranno. Gli altri pani sull'altare sono messi in sacchetti tenuti dagli accoliti, che li portano ai vescovi e ai presbiteri per essere spezzati. Il "nomenclator" e il "vicedominus" di palazzo si avvicinano al papa, che detta i nomi di quelli che sono invitati alla tavola pontificia o del vicedomino; poi avvertono le persone invitate. Fatta la distribuzione, il coro canta l'Agnus Dei e si esegue la frazione del pane.
Dopo la frazione del pane, un diacono assistente porta la patena al pontefice, che riceve la comunione e poi mette nel calice tenuto dall'arcidiacono un frammento dello stesso elemento che ha morso. Nel metterlo nel calice fa con esso tre volte il segno della croce mentre dice: "Fiat commixtio et consecratio corporis et sanguinis Domini nostri Iesu Christi accipientibus nobis in vitam aeternam". E beve dal calice datogli dall'arcidiacono.
L'arcidiacono poi va al lato dell'altare e annuncia il luogo e la data della prossima statio. I vescovi e i presbiteri ricevono la comunione dalle mani del pontefice e il primo dei vescovi dà da bere al clero dal calice, che ha preso dall'arcidiacono. Questi ha già versato un poco del calice nel grande vaso di vino non consacrato già menzionato, dal quale bevono i fedeli usando una cannuccia (la fistula). Dopo la comunione del clero, il pontefice la amministra agli ufficiali civili e l'arcidiacono dà loro da bere dal calice. A questo punto il coro comincia a cantare alternandosi ai suddiaconi.
Finita la comunione, si dà al coro il segnale di cantare la dossologia finale. Poi il pontefice dice l'orazione di conclusione guardando verso oriente e senza volgersi verso il popolo nemmeno nel dire Dominus vobiscum ("Il Signore sia con voi"). Uno dei diaconi, al cenno del pontefice, dice al popolo Ite missa est. Allora il papa scende dalla sua sede nel presbiterio, i vescovi gli chiedono la benedizione ed egli risponde: Benedicat nos Dominus ("Ci benedica il Signore").
In quattro feste maggiori dell'anno, Pasqua, Pentecoste, San Pietro e Natale, i presbyteri cardinales stanno presso l'altare, ognuno con un suo corporale e l'arcidiacono porge a ciascuno tre pani, che consacrano senza tenerli sull'altare, pronunciando la preghiera di consacrazione simultaneamente con il papa.

### Modifiche medioevali della messa stazionale dopo l'VIII secolo
Gli Ordines Romani descrivono e documentano lo sviluppo della liturgia papale a Roma dal secolo VII al XV. Nell'Oxford History of Christian Worship Timothy Thibaudeau osserva: "Nel secolo dal 962 al 1050 circa, i riti e le cerimonie della chiesa di Roma furono superati dagli elementi franchi e germanici importati in Italia dai monaci cluniacensi e dagli imperatori tedeschi. L'intrinseca austerità della liturgia romana fu improvvisamente sopraffatta dagli elementi drammatici ed emotivi delle liturgie franco-germaniche della corte ottoniana, prima introdotte nella città di Roma quando Ottone I vi giunse per la sua incoronazione imperiale nell'inverno del 962".
Simili modifiche della messa romana introdotte inizialmente a nord delle Alpi nel periodo tra l'VIII e il X secolo sono state adottate anche dai papi e la risultante liturgia ibrida divenne quella in uso anche nelle celebrazioni stazionali della chiesa di Roma.
La messa stazionale papale ebbe un'evoluzione non solo per influssi esterni (detti "gallicani") ma anche per altri motivi. Sparì presto l'uso dei sancta che nell'Ordo Romanus Primus il pontefice venerava all'inizio della celebrazione e che all'embolismo metteva nel calice del vino consacrato. Quest'ultimo gesto venne sostituito con quello abbinato con la frazione del pane (spostata dal contesto originale e compiuta prima dal canto dell'Agnus Dei) dell'immixtio del pane e del vino consacrati nella stessa messa.
Un'altra novità medievale era l'introduzione delle ostie di pane azzimo al posto dei pani lievitati interi che i fedeli contribuivano e di cui i pezzi venivano distribuiti nella comunione: verso il IX secolo il pane comune venne progressivamente sostituito dal pane azzimo, pratica che diventerà finalmente imperativa nell'XI secolo; e le ostie rotonde ora in uso comparvero verso il XII secolo, quando si cominciò a tagliare la pasta azzima in modum denarii, nella forma di moneta.
Questa novità escludeva anche la nota caratteristica della messa stazionale dell'Ordo Romanus Primus per cui, durante il lungo rito della frazione del pane, si preparava la lista di quelli che il papa volesse invitare o alla sua tavola o a quella del vicedominus e si distribuivano i relativi inviti.

## Il retaggio di forme antiche della messa papale
Secondo Francesco Arisi (1874–1930), la messa del rito romano, nella forma da lui conosciuta, deriva dall'"antica messa stazionale" e talvolta ne riproduce gesti e prescrizioni liturgiche.
Il canto dell'introito deriva dal canto di accoglienza da parte del coro per il papa, che si iniziava quando il papa usciva dalla sagrestia, come indica l'Ordo Romanus Primus, o quando appariva sulla soglia della basilica, come dice Arisi, il quale osserva che in origine l'introito era presente solo nelle Messe stazionali in cui c'era l'ingresso solenne.
Anche la colletta era, secondo un'interpretazione, un'orazione che nei giorni penitenziali si pronunciava nella chiesa dell'adunata del popolo (la collecta), da dove poi partiva la processione fino alla chiesa stazionale, donde l'espressione oratio ad collectam. Secondo un'altra interpretazione, il nome deriva dall'uso di far seguire ad un periodo di preghiera in silenzio, introdotta dall'invito del pontefice, "Oremus", e dall'istruzione del diacono, "Flectamus genua", un'orazione con la quale il papa raccoglieva (colligere) le preghiere di tutti in una concisa supplica conclusiva (collecta).
L'uso di inviare la materia consacrata (il fermentum) decadde fra il X e l'XI secolo, ma secondo Arisi ne rimase traccia nella messa tridentina solenne nell'omaggio reso dal suddiacono alla patena coperta dal velo omerale; anche nella messa tridentina letta la patena rimane parzialmente coperta dal corporale, collocazione interpretata da Arisi "come se [la patena] contenesse le sacre specie provenienti dalla messa stazionale".
L'Ordo Romanus Primus non mette la patena in relazione con i sancta: questi sono contenuti in una pisside chiusa ispezionata dal papa all'arrivo al presbiterio. All'inizio del canone, un accolito porta dalla sagrestia all'altare, avvolta in un velo di lino, la patena-vassoio, che è consegnata al secondo diacono alla fine dell'embolismo del Padre nostro. Poi, dopo che il papa ha messo nel calice i sancta e si è cominciato il rito del bacio della pace, il papa depone sulla patena tenuta dal diacono i pani appena consacrati della sua offerta, da uno dei quali ha staccato un pezzo che lascia sull'altare. Poi due accoliti portano la patena con i due pani alla sedia del pontefice, dove, al momento della frazione, i diaconi spezzeranno i due pani. Jungmann dice che non bisogna supporre che la riverenza mostrata verso la patena fosse dovuta alla presenza su di essa di un frammento dell'eucaristia, come i sancta: egli dichiara che una simile venerazione di oggetti sacri, che prevedeva di non toccarli se non con mani velate, era prassi generale.
Fu nell'XI secolo che la patena cominciò, soprattutto a Roma (Ordo Romanus XV), ad essere portata non più dall'accolito, ma dal suddiacono. Questi teneva la patena non con il velo omerale, ma usando la palla o mappula (antenata dell'attuale velo del calice), gettandosene le estremità sulla spalla destra. L'uso per cui il suddiacono teneva la patena con il velo omerale ebbe origine a Roma verso la fine del Medioevo e solo lentamente fu adottato altrove, non prima del XIX secolo in Francia e in Germania.
L'Ordo Romanus Primus diceva, all'inizio del canone: Surgit solus pontifex et intrat in canonem. Nell'Ordo Romanus II, una revisione tardocarolingia dell'Ordo I, questa frase diventa Surgit solus pontifex et tacite intrat in canonem. Jungmann osserva che «questa frase, che cristallizza la riforma carolingia della norma più antica [...] può essere considerata lo schema di base seguito nel trasformare e rimodellare il rito nella parte più intima della celebrazione della Messa».
In questo rispetto la messa tridentina, dal canone silenzioso, è erede della messa stazionale tardocarolingia.
Ma è soprattutto nel Proprio che la Messa tridentina ha conservato traccia delle antiche Messe stazionali. Ad esempio, il venerdì della IV settimana di Quaresima la stazione era a Sant'Eusebio sull'Esquilino, accanto alla grande necropoli di Roma antica e tanto l'epistola quanto la pericope evangelica presentano due episodi di risurrezione. Il venerdì dopo le Ceneri la stazione era ai Santi Giovanni e Paolo al Celio, poco lontano dall'ospedale di Pammachio, e i brani di Isaia e del Vangelo di Matteo presentano esempi di carità verso il prossimo. Il venerdì della III settimana di Quaresima la stazione era a San Lorenzo in Lucina. Lucina, fondatrice del titolo era identificata dalla tradizione con la samaritana che il Signore incontra al pozzo di Giacobbe e l'episodio è presentato nel Vangelo di questo giorno.
Il rito romano rivisto dopo il Concilio Vaticano II ha ripreso alcune concrete peculiarità della messa stazionale antica, abbandonando alcuni usi in vigore nella messa tridentina. Tra quelli antichi ripresi c'è la frazione del pane al canto dell'Agnus Dei. Un altro è la recita della preghiera eucaristica ad alta voce.
Secondo Weigel, il Consilium ad exsequendam Constitutionem de Sacra Liturgia, nell'elaborazione del nuovo Messale, fece molto meno conto del rapporto tra le chiese stazionali e la liturgia quaresimale rispetto al Messale Romano prima del Concilio Vaticano II.

### La concelebrazione
Si è stabilita la concelebrazione, riprendendo un uso che anticamente era previsto solo in poche occasioni e gradualmente era caduto in disuso.
Secondo Cornides "a Roma la concelebrazione dei sacerdoti con il papa era normale fino al VI secolo, e nelle grandi feste fino al XII secolo",, ma altri autori sono più cauti circa l'esistenza della concelebrazione desunta solo da una nota poco chiara del Liber pontificalis.
Antonio Miralles dice che varie testimonianze dei primi sette secoli offrono una documentazione "troppo frammentaria per ottenere un quadro preciso della celebrazione dell'Eucaristia con partecipazione di vescovi e presbiteri. Non vi sono indizi di celebrazioni presiedute da un presbitero con partecipazione attiva di altri presbiteri, neppure di recitazione insieme della preghiera eucaristica. Nella Eucaristia celebrata dal vescovo i presbiteri partecipavano come tali, mostrando esternamente i segni del loro ordine, non mescolati tra i laici. Nella liturgia bizantina abbiamo visto la testimonianza di una celebrazione presieduta dal vescovo, il quale incaricava un presbitero di dire la preghiera eucaristica, ma lui solo".
Adrien Nocent distingue due fasi. Nei primi tre secoli, la celebrazione eucaristica è intesa come celebrazione unica del vescovo, circondato dai suoi presbiteri e da tutto il popolo. Nel III secolo in particolare la Traditio Apostolica descrive con precisione la celebrazione eucaristica, in cui il vescovo recita da solo la preghiera eucaristica, mentre i sacerdoti stendono le mani stando in silenzio.. Per il periodo dal V al VII secolo, basandosi sul Liber pontificalis, Nocent conclude che il testo non indica che i sacerdoti pronunziassero le parole della consacrazione insieme con il vescovo.
La più antica testimonianza di tale recita comune della preghiera eucaristica si trova nell'Ordo Romanus I (VIII secolo), che informa che quattro volte all'anno, a Pasqua, Pentecoste, la festa di san Pietro e Natale, i presbiteri cardinali si univano con il papa e "tutti dicevano con lui il canone", mentre nelle altre occasioni il papa lo recitava da solo. Infatti solo dopo la stabilizzazione del canone sotto papa Gregorio I (morto nel 604) diventò possibile una simile recitazione congiunta. Amalario di Metz (morto nell'850) è testimone della prassi della concelebrazione verbale a Roma anche alla messa del crisma. Il recitare in comune le parole ad alta voce è apparso contemporaneamente allo sviluppo della teologia del potere consacratorio dei sacerdoti.
L'VIII secolo, dice Miralles, offre nell'Ordo Romanus I una chiara informazione sulla concelebrazione verbale dei cardinali presbiteri con il papa in quattro festività dell'anno (Pasqua, Pentecoste, san Pietro e Natale), prassi che Amalario di Metz (c.775–c.850) trattò come non limitata alle menzionate quattro festività. Nocent nota che, mentre i presbiteri cardinali recitano insieme al papa la preghiera eucaristica con la consacrazione, il papa da solo compie i gesti liturgici (ognuno di essi tiene nelle mani (su un corporale) tre pani, mentre il papa fa il segno della croce sulle offerte poste sull'altare). Nocent evidenzia come solo i presbiteri cardinali, non tutto il presbiterio, partecipano.
Enrico Mazza osserva che la concelebrazione viene praticata nella Chiesa cristiana dall'inizio, ma non nella forma in cui si trova attualmente nel rito romano. Anch'egli osserva che la concelebrazione mediante la ripetizione congiunta di un identico testo non era praticabile nei tempi in cui chi presiedeva spesso improvvisava la preghiera. Come testimonia l'Ordo Romanus I dell'inizio del VIII secolo, a Roma si concelebrava ancora senza far pronunciare le parole congiuntamente da tutti i concelebranti. Però nel poco più recente Ordo Romanus III il testo è recitato in comune.
Nel XII e nel XIII secolo la concelebrazione verbale era la prassi per le messe di ordinazione di presbiteri e vescovi e i teologi discutevano la questione del momento preciso in cui avveniva la consacrazione se per caso uno dei concelebranti completava la recitazione della formula prima del vescovo. Però la prassi non era uniforme: ancora Alberto Magno (1206–1280) testimonia della consuetudine in alcuni luoghi che nelle ordinazioni presbiterali i neo-ordinati non pronunciassero le parole della preghiera eucaristica e solo eseguissero i corrispondenti gesti. Lotario dei conti di Segni, il futuro papa Innocenzo III, scrivendo fra il 1195 e il 1197, si poneva il problema della non stretta contemporaneità delle parole della consacrazione pronunciate dai concelebranti e lo risolveva dicendo che devono riferire la loro intenzione all’istante in cui il vescovo dice le parole. Anche altri autori dello stesso secolo e di quello successivo menzionano la concelebrazione, che però stava proprio allora per essere abbandonata in Occidente.

## Elenco delle chiese stazionali romane
Il Messale Romano tridentino indica per 89 giorni dell'anno la chiesa romana assegnata per la celebrazione della messa stazionale del giorno: 43 chiese, di cui due sono state demolite. L'elenco comprende le domeniche di Avvento, alcune feste del Tempo di Natale, le domeniche del Tempo di settuagesima, le domeniche e le ferie del tempo di Quaresima, del Tempo di Passione e dell'ottava di Pasqua, i giorni delle rogazioni maggiori e minori, l'Ottava di Pentecoste e i giorni delle Quattro tempora.
| Giorno liturgico                               | Chiesa stazionale                  |
| Prima domenica d'Avvento                       | Santa Maria Maggiore               |
| Seconda domenica d'Avvento                     | Santa Croce in Gerusalemme         |
| Terza domenica d'Avvento                       | San Pietro in Vaticano             |
| Mercoledì delle Tempora d'Avvento              | Santa Maria Maggiore               |
| Venerdì delle Tempora d'Avvento                | Santi XII Apostoli                 |
| Sabato delle Tempora d'Avvento                 | San Pietro in Vaticano             |
| Quarta domenica d'Avvento                      | Santi XII Apostoli                 |
| Vigilia di Natale                              | Santa Maria Maggiore               |
| Natale, alla notte                             | Santa Maria Maggiore               |
| Natale, all'aurora                             | Sant'Anastasia                     |
| Natale, al giorno                              | Santa Maria Maggiore               |
| Santo Stefano                                  | Santo Stefano                      |
| San Giovanni evangelista                       | Santa Maria Maggiore               |
| Santi Innocenti Martiri                        | San Paolo fuori le mura            |
| Circoncisione del Signore                      | Santa Maria in Trastevere          |
| Epifania                                       | San Pietro in Vaticano             |
| Domenica di Settuagesima                       | San Lorenzo fuori le mura          |
| Domenica di Sessagesima                        | San Paolo fuori le mura            |
| Domenica di Quinquagesima                      | San Pietro in Vaticano             |
| Mercoledì delle Ceneri                         | Santa Sabina                       |
| Giovedì dopo le Ceneri                         | San Giorgio in Velabro             |
| Venerdì dopo le Ceneri                         | Santi Giovanni e Paolo             |
| Sabato dopo le Ceneri                          | San Trifone                        |
| Prima domenica di Quaresima                    | San Giovanni in Laterano           |
| Lunedì della prima settimana di Quaresima      | San Pietro in Vincoli              |
| Martedì della prima settimana di Quaresima     | Sant'Anastasia                     |
| Mercoledì delle Tempora di Quaresima           | Santa Maria Maggiore               |
| Giovedì della prima settimana di Quaresima     | San Lorenzo in Panisperna          |
| Venerdì delle Tempora di Quaresima             | Santi XII Apostoli                 |
| Sabato delle Tempora di Quaresima              | San Pietro in Vaticano             |
| Seconda domenica di Quaresima                  | Santa Maria in Domnica             |
| Lunedì della seconda settimana di Quaresima    | San Clemente                       |
| Martedì della seconda settimana di Quaresima   | Santa Balbina                      |
| Mercoledì della seconda settimana di Quaresima | Santa Cecilia                      |
| Giovedì della seconda settimana di Quaresima   | Santa Maria in Trastevere          |
| Venerdì della seconda settimana di Quaresima   | San Vitale                         |
| Sabato della seconda settimana di Quaresima    | Santi Marcellino e Pietro          |
| Terza domenica di Quaresima                    | San Lorenzo fuori le mura          |
| Lunedì della terza settimana di Quaresima      | San Marco                          |
| Martedì della terza settimana di Quaresima     | Santa Pudenziana                   |
| Mercoledì della terza settimana di Quaresima   | San Sisto                          |
| Giovedì della terza settimana di Quaresima     | Santi Cosma e Damiano              |
| Venerdì della terza settimana di Quaresima     | San Lorenzo in Lucina              |
| Sabato della terza settimana di Quaresima      | Santa Susanna                      |
| Quarta domenica di Quaresima                   | Santa Croce in Gerusalemme         |
| Lunedì della quarta settimana di Quaresima     | Santi Quattro Coronati             |
| Martedì della quarta settimana di Quaresima    | San Lorenzo in Damaso              |
| Mercoledì della quarta settimana di Quaresima  | San Paolo fuori le mura            |
| Giovedì della quarta settimana di Quaresima    | Santi Silvestro e Martino ai Monti |
| Venerdì della quarta settimana di Quaresima    | Sant'Eusebio                       |
| Sabato della quarta settimana di Quaresima     | San Nicola in Carcere              |
| Domenica di Passione                           | San Pietro in Vaticano             |
| Lunedì di Passione                             | San Crisogono                      |
| Martedì di Passione                            | San Ciriaco                        |
| Mercoledì di Passione                          | San Marcello                       |
| Giovedì di Passione                            | Sant'Apollinare                    |
| Venerdì di Passione                            | Sant'Eusebio                       |
| Sabato di Passione                             | Santo Stefano                      |
| Domenica delle Palme                           | San Giovanni in Laterano           |
| Lunedì santo                                   | Santa Prassede                     |
| Martedì santo                                  | Santa Prisca                       |
| Mercoledì santo                                | Santa Maria Maggiore               |
| Giovedì santo                                  | San Giovanni in Laterano           |
| Venerdì santo                                  | Santa Croce in Gerusalemme         |
| Sabato santo                                   | San Giovanni in Laterano           |
| Domenica di Pasqua                             | Santa Maria Maggiore               |
| Lunedì di Pasqua                               | San Pietro in Vaticano             |
| Martedì di Pasqua                              | San Paolo fuori le mura            |
| Mercoledì di Pasqua                            | San Lorenzo fuori le mura          |
| Giovedì di Pasqua                              | Santi XII Apostoli                 |
| Venerdì di Pasqua                              | Santa Maria ad Martyres            |
| Sabato di Pasqua                               | San Giovanni in Laterano           |
| Domenica in Albis                              | San Pancrazio                      |
| Rogazioni maggiori                             | San Pietro in Vaticano             |
| Rogazioni minori, al lunedì                    | Santa Maria Maggiore               |
| Rogazioni minori, al martedì                   | San Giovanni in Laterano           |
| Rogazioni minori, al mercoledì                 | San Pietro in Vaticano             |
| Ascensione                                     | San Pietro in Vaticano             |
| Vigilia di Pentecoste                          | San Giovanni in Laterano           |
| Pentecoste                                     | San Pietro in Vaticano             |
| Lunedì di Pentecoste                           | San Pietro in Vincoli              |
| Martedì di Pentecoste                          | Sant'Anastasia                     |
| Mercoledì delle Tempora di Pentecoste          | Santa Maria Maggiore               |
| Giovedì di Pentecoste                          | San Lorenzo fuori le mura          |
| Venerdì delle Tempora di Pentecoste            | Santi XII Apostoli                 |
| Sabato delle Tempora di Pentecoste             | San Pietro in Vaticano             |
| Mercoledì delle Tempora di settembre           | Santa Maria Maggiore               |
| Venerdì delle Tempora di settembre             | Santi XII Apostoli                 |
| Sabato delle Tempora di settembre              | San Pietro in Vaticano             |

## Dopo il Concilio Vaticano II
Il Messale Romano menziona la messa stazionale senza relazione sia alle «stazioni» romane sia al tempo di Quaresima:
"Particolare importanza si deve dare a quella concelebrazione in cui i presbiteri di una diocesi concelebrano con il proprio vescovo nella Messa stazionale soprattutto nei giorni più solenni dell'Anno liturgico, nella Messa dell'Ordinazione del nuovo vescovo diocesano o del suo coadiutore o ausiliare, nella Messa crismale, nella Messa vespertina «Cena del Signore», nelle celebrazioni del santo fondatore della Chiesa locale o del patrono della diocesi, negli anniversari del vescovo e infine in occasione del sinodo o della visita pastorale".
A partire dall'edizione del 1984, il Caeremoniale Episcoporum (Cerimoniale dei Vescovi) descrive la messa stazionale. Le precedenti edizioni, a partire dalla prima (dell'anno 1600), parlavano invece della Messa pontificale,
 di carattere diverso, e che, ora sostituita nel Caeremoniale dalla messa stazionale, si distingue tra l'altro per un "presbitero assistente", la celebrazione della Liturgia della Parola al trono, l'uso del "Canon Missae Pontificalis" e le insegne pontificali.
L'attuale Caeremoniale Episcoporum, secondo cui la messa stazionale si distingue non per l'apparato cerimoniale, ma per la partecipazione di tutti i membri del popolo di Dio, cita la costituzione conciliare Sacrosanctum Concilium del Concilio Vaticano II, che dichiara: "Il vescovo deve essere considerato come il grande sacerdote del suo gregge: da lui deriva e dipende in certo modo la vita dei suoi fedeli in Cristo. Perciò tutti devono dare la più grande importanza alla vita liturgica della diocesi che si svolge intorno al vescovo, principalmente nella chiesa cattedrale, convinti che c'è una speciale manifestazione della Chiesa nella partecipazione piena e attiva di tutto il popolo santo di Dio alle medesime celebrazioni liturgiche, soprattutto alla medesima eucaristia, alla medesima preghiera, al medesimo altare cui presiede il vescovo circondato dai suoi sacerdoti e ministri." Quindi prescrive: "Ad essa siano convocati quanti più fedeli è possibile, i presbiteri concelebrino con il vescovo, i diaconi prestino il loro servizio, gli accoliti e i lettori esercitino le loro funzioni.
La messa stazionale manifesta sia l'unità della Chiesa locale raccolta intorno al suo pastore sia la diversità dei suoi ministeri. Non prevede più un numero fisso e limitato di ministri, ma invita tutti i sacerdoti a concelebrare con il loro vescovo e diversi diaconi a esercitare il proprio ministero.
La messa stazionale è da osservare soprattutto nelle maggiori solennità dell'anno liturgico, quali la messa del crisma, la Messa nella Cena del Signore, la celebrazione del santo patrono della diocesi, e l'anniversario dell'ordinazione episcopale del vescovo. Deve essere cantata.
Conviene che vi partecipino veri diaconi, distribuendo fra loro i vari ministeri. Devono essere almeno tre, uno che proclami il Vangelo e presti servizio all'altare e due che assistano il vescovo. In mancanza di veri diaconi, alcuni loro compiti vengono svolti da presbiteri, mai rivestiti dei paramenti diaconali, ma sempre da quelli sacerdotali, e che devono concelebrare la messa. Se si celebra nella cattedrale, conviene che concelebri con il vescovo l'intero capitolo dei canonici, se esiste, senza però escludere la partecipazione di altri presbiteri.
Come in altre occasioni di particolare solennità, per esempio nel conferimento degli ordini, nella benedizione dell'abate e della badessa e nella dedicazione della chiesa e dell'altare, il vescovo può indossare, sotto la casula la dalmatica, che può essere sempre bianca, oltre cioè alle altre sue insegne.

## Messa stazionale in Irlanda
In alcune parti rurali dell'Irlanda si chiama "messa stazionale" (in inglese station Mass) quella che ancora oggi si celebra nelle case a turno con partecipazione dei vicini, che poi vengono invitati a tavola.